# Felipe Trevizan Martins
Felipe Trevizan Martins (Americana, 15 de maio de 1987) é um ex-futebolista brasileiro que atuava como zagueiro.

## Carreira
Felipe começou nas categorias de base do Coritiba e profissionalizou-se em 2007, permanecendo na reserva. Em 2008, conseguiu vaga na equipe titular, se destacando.
Em 28 de agosto de 2009, o zagueiro foi negociado com o Standard Liège, por 1,2 milhões de euros.
Felipe jogou em quatro jogos contra o Hannover 96 na UEFA Europa League 2011-12 e deixou uma boa impressão. Após o torneio, o Hannover se interessou em contratá-lo, e em 20 de junho de 2012, Felipe foi anunciado como reforço do clube alemão.
Após as passagens por Hannover 96 e Boluspor Kulübü em 2021, foi anunciado como reforço do Lemense para a temporada de 2022.
No final de 2022, acertou com o Cianorte FC para o Campeonato Paranaense de 2023. Encerrou a carreira no clube.